# Bernd Tipold
Bernd Tipold (* 31. Juli 1959) ist ein ehemaliger deutscher Fußballspieler und -trainer.

## Sportliche Laufbahn
Tipolds Laufbahn begann im Karl-Marx-Städter Stadtteil Altendorf bei der dortigen Betriebssportgemeinschaft Motor. Später war der talentierte Fußballer unter anderem auch im Nachwuchsbereich des FC Karl-Marx-Stadt, bei der BSG Motor „Fritz Heckert“ Karl-Marx-Stadt und bis Sommer 1982 bei der BSG Motor Eisenach am Ball.
Von 1982 bis 1984 spielte Tipold bei der BSG Wismut Gera in der DDR-Liga im Mittelfeld. Vor der Saison 1984/85 wechselte er zurück zu Motor „Fritz Heckert“ Karl-Marx-Stadt. Als etablierter Akteur aus dem bisherigen DDR-Zweitligafußball ging die Defensivkraft 1991 nach der Etablierung eines gesamtdeutschen Ligensystems zum damals drittklassigen FSV Zwickau. Mit dem FSV unter Gerd Schädlich erzielte „Tipser“ seinen größten sportlichen Erfolg 1994 mit dem Aufstieg in die 2. Bundesliga. 1997 beendete er seine Spielerlaufbahn.
Während seiner Zeit beim FSV bestritt er 179 Punktspiele und erzielte 35 Tore. Sein 40-m-Freistoßtor gegen Saarbrücken wurde 1994 zum Tor des Monats gewählt.

## Trainerlaufbahn
Während der Saison 2002/03, im November 2002, löste Tipold den auf eigenen Wunsch ausgeschiedenen FSV-Co-Trainer Klaus Georgi ab. Zur Saison 2003/04 wurde Tipold Trainer des FSV Zwickau, doch nach einer Niederlagenserie musste er bereits im März 2004 seinen Posten räumen. Sein Nachfolger wurde Peter Brändel.

## Weiterer Werdegang
Tipold betreibt heute eine Fußballschule in Hohenstein-Ernstthal.